# Avril 1821

## Événements

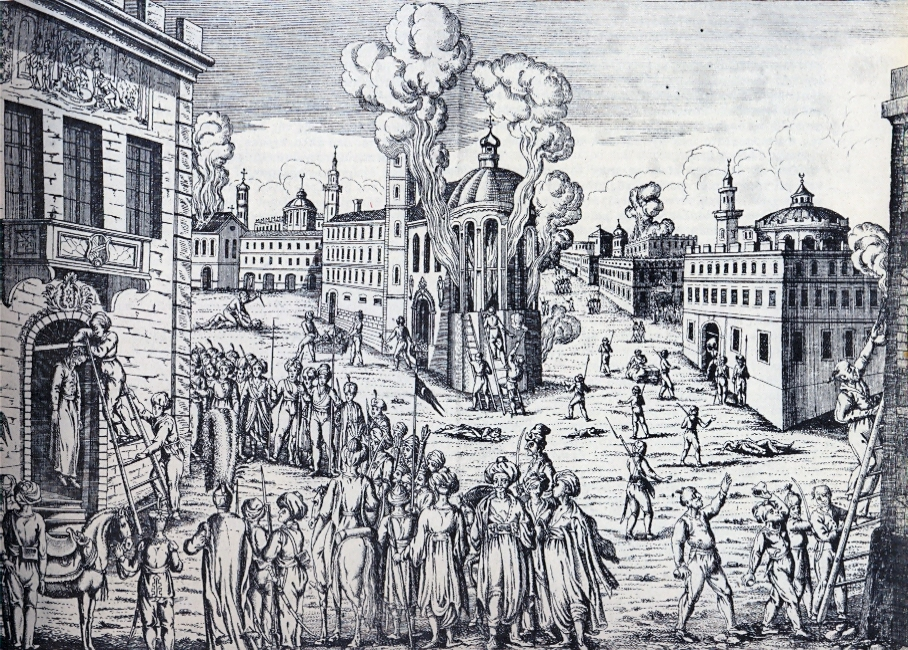
Avril 1821 : massacre des Grecs à Constantinople.

- Antoine Scrive-Labbe ré-importe en France le procédé de la machine à carder de Philippe de Girard, développé en Angleterre et essentiel vis-à-vis de la mécanisation de l'industrie textile.

- 6 avril (21 mars du calendrier julien) : Tudor Vladimirescu entre dans Bucarest abandonnée par ses habitants[1]. Il tente de négocier avec les boyards tout en rassurant Constantinople.
- 8 avril : intervention des troupes autrichiennes contre l’insurrection libérale piémontaise, qui est vaincue à la bataille de Novare[2]. L’Ancien régime est restauré par Charles-Félix, duc de Modène. La répression s’ensuit. Silvio Pellico, Federico Confalonieri et des milliers de libéraux et de carbonari sont arrêtés ou fuient le pays.
- 18 avril : James Mill, David Ricardo, Thomas Malthus et Robert Torrens fondent le club d’économie politique à Londres (Political Economy Club)[3].
- 20 avril : Vladimirescu rencontre Ypsilanti et lui interdit l’accès à la ville, lui reprochant d’avoir promis l’intervention russe et mis le pays à la merci des Ottomans. Leurs troupes se séparent ; Ypsilanti se retire vers Târgovişte tandis que Vladimirescu s’établit à Cotroceni près de la capitale.
- 21 avril : début de la seconde campagne d'Arenales dans la sierra du Pérou ; son armée entre à Lima le 3 août;

- 24 avril : la cour retourne à Lisbonne et le roi Jean VI de Portugal laisse à son fils la charge de gouverner la colonie du Brésil.

## Naissances
- 1er avril : Louis-Adolphe Bertillon (mort en 1883), médecin, statisticien et anthropologue français.
- 9 avril : Charles Baudelaire, poète et écrivain français
- 12 avril : Ford Madox Brown, peintre britannique († 6 octobre 1893).
- 20 avril : Édouard van den Corput, politicien belge († 22 février 1908).
- 26 avril :
  - Aimée Chéron (morte le 2 mars 1907), miniaturiste française
  - Charles Poplimont (mort le 7 février 1887), Historien, héraldiste, romancier et généalogiste belge francophone.
  - Robert Adamson (mort le 14 janvier 1848), chimique et photographe écossais

## Décès
- 20 avril : Franz Karl Achard (né en 1753), chimiste prussien.
- 26 avril : Auguste-Jean Germain de Montforton (né le 8 décembre 1786), homme politique français du Premier Empire et de la seconde Restauration